# Елизаветинская провинция
Елизаветинская провинция (с 1777 года — Елисаветградская) — административно-территориальная единица в составе Новороссийской губернии. Создана в 1764 году. Упразднена в 1783 году включением в состав Екатеринославского наместничества.

## История
В начале 1769 года Елизаветинская провинция подверглась нападению крымских татар, под предводительством хана Керим-Гирея.

## Административно-территориальное деление
В момент создания Елизаветинской провинции в её состав входили Чёрный и Жёлтый гусарские полки, Елисаветградский пикинёрный полк, а также новозаселённые слободы старообрядцев. В 1769—1975 годах к провинции был добавлен Молдавский гусарский полк и 7 государственных округов. Административным центром провинции являлась Крепость Святой Елисаветы (будущий город Елисаветград-Кировоград-Кропивницкий).
С 1776 года провинция была разделена на уезды — Елисаветградский, Крюковский (позже — Петриковский), и Екатерининский (позже — Ольвиопольский). В 1777 года провинция была переименована в Елисаветградскую.
В 1783 году вошла в состав Екатеринославского наместничества, сформированного из 15 уездов, одним из которых стал Елисаветградский.